# Baranie Góry
Baranie Góry este o arie protejată (sit de importanță comunitară — SCI) din Polonia întinsă pe o suprafață de 177,88 ha, integral pe uscat.

## Localizare
Centrul sitului Baranie Góry este situat la coordonatele 53°05′45″N 20°07′47″E / 53.0959°N 20.1296°E.

## Înființare
Situl Baranie Góry a fost declarat sit de importanță comunitară în aprilie 2004 pentru a proteja 1 specie de animale.

## Biodiversitate
Situată în ecoregiunea continentală, aria protejată conține 3 habitate naturale: Fânețe de joasă altitudine (Alopecurus pratensis, Sanguisorba officinalis), Păduri de stejar și carpen Galio-Carpinetum, Păduri stepice euro-siberiene cu Quercus spp..
La baza desemnării sitului se află o specie protejată de  nevertebrate: fluturele purpuriu (Lycaena dispar).